# Cho Hyun-young
Cho Hyun-young (hangul: 조현영; hanja: 趙賢榮; rr: Jo Hyeon-yeong; MR: Jo Hyŏn-yŏng; Daegu, 11 de agosto de 1991), mais conhecida na carreira musical apenas como Hyunyoung (hangul: 현영), é uma cantora e atriz sul-coreana. Realizou sua estreia no cenário musical em novembro de 2009 no grupo feminino Rainbow. Iniciou sua carreira de atriz através de uma participação na série de televisão Big Thing.

## Biografia
Hyunyoung nasceu em 11 de agosto de 1991 em Daegu, Coreia do Sul. Ela treinou sob o selo da gravadora S.M. Entertainment antes de ser recrutada pela DSP Media.

## Carreira

### 2009–13: Início de carreira e Rainbow Pixie
Hyunyoung foi formalmente revelada como integrante do grupo feminino Rainbow através de teasers lançados pela DSP Media. O grupo lançou seu primeiro single, intitulado "Gossip Girl", em 6 de novembro de 2009. Dias depois, o extended play de estreia do grupo, Gossip Girl, foi lançado. A apresentação de estreia do grupo foi televisionada pelo Show! Music Core, em 12 de novembro.
No ano seguinte, realizou uma aparição especial no filme Heartbeat com suas colegas de grupo. No mesmo ano, lançou a canção "I Love You, I Like You", uma colaboração com Jaekyung, como parte da trilha sonora da série de televisão Call of The Country (Secret Agent Miss Oh). Ainda em 2010, fez sua estreia como atriz através de uma aparição especial no quinto episódio na série de televisão Big Thing.
Em 22 de julho de 2011, Hyunyoung lançou a canção "Indecisive (갈팡질팡)" como parte da trilha sonora da série Hooray For Love, lançada como uma colaboração com Gyuri, sua colega de gravadora e integrante do grupo Kara. Em janeiro de 2012, foi anunciado que, juntamente de Jisook e  Hyunyoung, Seungah iria integrar a primeira subunidade oficial do Rainbow, chamada Rainbow Pixie. Sua estreia ocorreu em 12 de janeiro com o single "Hoi Hoi" (호이 호이)".

### 2014–presente: Rainbow Blaxx e atuações
Em janeiro de 2014, a DSP Media anunciou que Seungah iria estrear na nova subunidade do Rainbow, chamada Rainbow Blaxx. O grupo realizou sua estreia em 20 de janeiro com o lançamento do extended play RB Blaxx. No mesmo ano, lançou a canção "I Love You (사랑해요)" como parte da trilha sonora da série Blade Man em colaboração com Jisook, lançado em 2 de outubro. Ainda em 2014, lançou "I'll Give Myself To You (나를 너에게 줄게)", usada como a trilha sonora da série Vampire Flower.
Em julho de 2014, Hyunyoung lançou o single "A Rose of Betrayal (배신의 장미), incluída no álbum de estúdio especial Jo Young Hoon 20th Anniversary Album. A canção é uma versão regravada do single de mesmo nome, lançado pela Uhm Jung-hwa em 1997. Ela então se tornou parte do elenco principal da série Boarding House No. 24, transmitida de 24 de setembro a 9 de dezembro de 2014. Ainda em 2014, ela lançou Honey (오빠야), uma colaboração com o rapper Sool J.
Em maio de 2015, Hyunyoung lançou o single "Love Flower (사랑꽃), colaboração com Sool J e sua colega de grupo Woori. Em agosto de 2015, lançou a canção "Drunk With Your Scent (향기에 취해)", usada para a trilha sonora de Rude Miss Young Ae 14, série de televisão na qual Hyunyoung protagoniza. Em 27 de outubro de 2016, foi anunciado o fim de Rainbow, grupo que Hyunyoung fez parte por mais de sete anos. Ela então assinou com a agência de atuação MAMA Creative, em janeiro de 2017.

## Vida pessoal
Em 2012, foi diagnosticada com um pólipo nas cordas vocais e submeteu-se a cirurgia para sua remoção. Em 16 de outubro de 2015, Hyunyoung anunciou seu namoro com o cantor e ator Alex Chu. O casal confirmou seu término em 19 de fevereiro de 2017.

## Discografia

### Singles
| Título                                                                                   | Ano          | Melhor posição nas paradas | Vendas (DL)    | Álbum                                |
| Título                                                                                   | Ano          | KOR                        | Vendas (DL)    | Álbum                                |
| Colaborações                                                                             | Colaborações | Colaborações               | Colaborações   | Colaborações                         |
| ---------------------------------------------------------------------------------------- | ------------ | -------------------------- | -------------- | ------------------------------------ |
| "Marry Me, Marry You" (com Kim Jeong-hoon)                                               | 2014         | —                          | —              | Marry Me, Marry You                  |
| Como artista principal                                                                   |              |                            |                |                                      |
| "A Rose of Betrayal (배신의 장미)"                                                       | 2014         | —                          | —              | Jo Young Hoon 20th Anniversary Album |
| Como artista destaque                                                                    |              |                            |                |                                      |
| "Honey (오빠야)" (com Sool. J)                                                           | 2014         | 21                         | - KOR: 44,167+ | Lançamento único                     |
| "Love Flower (사랑꽃)" (com Sool. J)                                                     | 2015         | 27                         | - KOR: 19,306+ | Lançamento único                     |
| Aparição em trilhas sonoras                                                              |              |                            |                |                                      |
| "I Love You, I Like You" (com Jaekyung)                                                  | 2010         | —                          | —              | Call Of The Country OST              |
| "Indecisive" (com Gyuri)                                                                 | 2011         | —                          | —              | Hooray For Love OST                  |
| "I Love You (사랑해요)" (com Jisook)                                                     | 2014         | —                          | —              | Blade Man OST                        |
| "I'll Give Myself To You (나를 너에게 줄게)"                                             | 2014         | —                          | - KOR: 17,506+ | Vampire Flower OST                   |
| "Drunk With Your Scent (향기에 취해)"                                                    | 2015         | 41                         | - KOR: 23,189+ | Rude Miss Young Ae 14 OST            |
| "—" indica lançamentos que não figuraram nas paradas ou não foram lançados nessa região. |              |                            |                |                                      |

## Filmografia

### Filmes
| Ano  | Título            | Papel     | Nota(s)               |
| ---- | ----------------- | --------- | --------------------- |
| 2011 | Heartbeat         | ela mesma | Participação especial |
| 2019 | The Man Inside Me | Yoon Ji   | Papel de apoio        |

### Séries de televisão
| Ano  | Título                | Emissora      | Papel          | Nota(s)                                       |
| ---- | --------------------- | ------------- | -------------- | --------------------------------------------- |
| 2010 | Big Thing / Dae Mul   | MBC           | ela mesma      | Aparição especial (episódio 5)                |
| 2014 | Boarding House No. 24 | MBC Every1    | Cho Hyun-young | Elenco principal; versão fictícia de si mesma |
| 2015 | Flower of The Queen   | MBC           | ela mesma      | Aparição especial (episódio 7)                |
| 2015 | Rude Miss Young Ae 14 | TVN           | Cho Hyun-young | Elenco principal; 14.ª temporada              |
| 2016 | Justice Team          | Naver Tv Cast | Han So-ra      | Elenco principap                              |
| 2018 | Love Alert            | MBN           | Jung Se-ra     | Papel de apoio                                |